# The Smiths
 Der er for få eller ingen kildehenvisninger i denne artikel, hvilket er et problem. Du kan hjælpe ved at angive troværdige kilder til de påstande, som fremføres i artiklen.

The Smiths var en britisk rockgruppe, der eksisterede fra 1982 til 1987. Gruppens line-up var Morrissey, (forsanger og sangskriver), Johnny Marr (guitarist og komponist), Mike Joyce (trommer) og Andy Rourke (bas).
The Smiths var kraftig inspireret af både 1960'ernes britiske popmusik og deres samtids punk og new wave. I modsætning til de fleste andre 80'er-grupper spillede keyboards ikke nogen særlig stor rolle. Bandet stod for en lyd og stil, der især handlede om længsel og nostalgi, hvilket har gjort dem til forbillede for mange indie- og britpopbands. Meget vigtigt for gruppen var Morrisseys tekster, der rummede mange kontraster: Følsomhed, depression, samfundskritik, outsider-mentalitet og selvironi. The Smiths er blevet kaldt 1980'ernes vigtigste engelske gruppe. Gruppen fik en pæn, men begrænset kommerciel succes med flere hitlisteplaceringer i Storbritannien.

## Historie

### Dannelse
The Smiths blev dannet i Manchester i maj 1982 af Morrissey (født Steven Patrick Morrissey) og Johnny Marr. Morrissey var en arbejdsløs skribent, som i kort tid var forsanger i punk-bandet The Nosebleeds (bl.a. sammen med guitaristen Billy Duffy). Johnny Marr (oprindelig John Maher) var guitarist og komponerede sange. I The Smiths komponerede han musikken, som gennem fem år ledsagede Morrisseys tekster. Mike Joyce blev hyret som trommeslager efter en audition. Dale Hibbert spillede bas i starten, han gav også bandet mulighed for at indspille en demo, da han sideløbende arbejdede som lydmand i et lokalt studio. Dog forlod han bandet efter to koncerter, hvorefter Johnny Marrs ven Andy Rourke overtog pladsen som bassist. Marr og Rourke havde tidligere arbejdet sammen i bandet The Paris Valentinos.

### Bandnavn
I 1982 valgte Morrissey at kalde sit nye band for The Smiths. Der har været forskellige teorier om, hvad bandnavnet betyder. I 1984 udtalte Morrissey: "Jeg besluttede at kalde os for The Smiths, fordi det var det mest almindelige navn, og jeg syntes, det er på tide, at almindelige mennesker i verden viser deres ansigter". Bandet overvejede også navnene "Smiths Family" og "Smithdom", men blev enige om The Smiths.

### Albums, succes og opløsning
I 1983 skrev bandet under på en kontrakt med selskabet Rough Trade Records og udgav den 13. maj samme år deres første single Hand in Glove. Den plade, såvel som alle deres senere singler, begejstrede radioværten John Peel, men singlen nåede ikke på hitlisten. Efterfølgerne This Charming Man og What Difference Does It Make? klarede sig meget bedre. Hjulpet på vej af musikpressen og en række studio sessions på BBC Radio 1 begyndte The Smiths at opnå en flok tro tilhængere.
The Smiths fik straks ved deres debut i 1984 en del opmærksomhed, og musikmagasinet NME skamroste deres debutsingle Hand in Glove. Deres andet album Meat is Murder gik ind på den engelske hitliste som nr. 1 straks ved udgivelsen. Ud over anmelderroserne forstod gruppen at holde sig i rampelyset, da Morrissey ofte var provokerende i såvel interviews som sangtekster. Morrisseys offentlige image var kendetegnet af askese og vegetarisme, og mange af hans tekster havde rod i hans problemramte ungdom. Albummet The Queen is Dead fra 1986 er blevet kaldt The Smiths' mesterværk, men med Strangeways, Here We Come kom gruppen i en krise, der ledte til gruppens opløsning. Årsagen til opløsningen var, at Johnny Marr spillede sammen med andre musikere, hvilket irriterede Morrissey. Desuden havde Johnny Marr et problem med, at Morrissey ønskede at fastholde The Smiths i en 60'er-inspireret stil i stedet for at prøve nye ideer af. På dette tidspunkt var The Smiths en af Storbritanniens mest populære rockgrupper, med en særdeles hengiven fanskare.

### Efter opløsningen
Straks efter opløsningen udgav Morrissey sit første soloalbum, Viva Hate, i 1988. Dette var kun seks måneder efter det sidste The Smiths-album. Viva Hate blev begyndelsen på en succesfuld solokarriere. Morrissey har desuden skrevet selvbiografien Autobiography og romanen List of the Lost. Johnny Marr blev senere medlem af flere bands som Electronic, Modest Mouse, The The og The Cribs. Han var desuden frontfigur i det kortlivede band Johnny Marr + The Healers. I 2013 udgav Marr sit første soloalbum, The Messenger, og i 2014 udkom Playland. Andy Rourke og Mike Joyce har spillet sammen med Sinead O'Connor. Desuden har de to musikere spillet sammen med Morrissey, bl.a. på singlen Interesting Drug. Dette er muligvis det tætteste, The Smiths har været på at blive gendannet. Andy Rourke har været medlem af bandet Freebass, der udmærker sig ved at have hele tre bassister: Peter Hook fra Joy Division og New Order, Gary "Mani" Mounfield fra The Stone Roses foruden Rourke.

## The Smiths og Danmark
The Smiths nåede aldrig at spille i Danmark, da en koncert i København blev aflyst. Morrissey har sidenhen spillet 11 koncerter i Danmark, bl.a. på Roskilde Festival, Store Vega, Operaen og Voxhall.
I maj 2009 udkom den første danske bog om Morrissey, Alle dage er som søndag af Jesper Sørensen. Bogen beskriver Morrisseys liv og karriere. Desuden fortælles indgående om inspirationen fra punk og idoler som Oscar Wilde, David Bowie og James Dean, og analyserer samtlige 250 sange med Morrissey og The Smiths. Danske fans som Sebastian Dorset, Helle Thorning-Schmidt og Jens Unmack fortæller om deres forhold til The Smiths og Morrissey. Bogen nævner også danske bands, som har haft The Smiths som inspirationskilde, bl.a. Love Shop, Gangway og Luksus.
Forhenværende statsminister Helle Thorning-Schmidt har i musikmagasinet Gaffa kaldt Hatful of Hollow med The Smiths sin yndlingsplade.

## Arv
Siden The Smiths blev opløst, har gruppen til stadighed udvidet sin skare af dedikerede fans. Den engelske journalist Ian Youngs har beskrevet The Smiths som "bandet, der inspirerede til større hengivelse end nogen britisk gruppe siden The Beatles."
Den største kritikerros kommer fra musikmagasinet NME og deres læsere, som i 1980'erne udnævnte The Smiths til årets band fire år i træk; fra 1984 til 1987. Desuden har NME udnævnt albummet The Queen Is Dead til det bedste album nogensinde, foran navne som David Bowie, The Beatles og Bob Dylan.
Det amerikanske musikmagasin Pitchfork Media har udnævnt The Queen Is Dead til det 6. bedste album fra 1980'erne.
The Smiths' sange er blevet fortolket af mange kunstnere. I 1996 udgav det franske magasin Les Inrocks cover-albummet The Smiths Is Dead for at fejre tiåret for udgivelsen af The Queen Is Dead. Albummet indeholder The Smiths-sange fortolket af bl.a. Billy Bragg, Placebo og The Divine Comedy. Et italiensk hyldest-album med titlen There Is A Light That Never Goes Out blev udgivet i november 2000.
Mange musikere og bands har i tidens løb taget inspiration i The Smiths og Morrissey. Britiske bands som Suede, Radiohead og Oasis har haft The Smiths som inspirationskilde. På grund af dette, er The Smiths et vigtigt band for den den britiske britpop-bølge i 1990'erne.

## Medlemmer

### Faste medlemmer
- Morrissey – vokal, piano (1982-1987).
- Johnny Marr – guitar, keyboards (1982-1987).
- Mike Joyce – trommer, percussion (1982-87).
- Andy Rourke – bas (1982-86, 1986-87).

### Andre medlemmer
- Craig Gannon – rytmeguitar, bas (1986).
- Ivor Perry – guitar (1987).
- Steven Pomfret – rytmeguitar (1982).
- Dale Hibbert – bas (1982).

## LP'er
- The Smiths (1984).
- Hatful of Hollow (1984), opsamling.
- Meat is Murder (1985).
- The Queen Is Dead (1986).
- The World Won't Listen (1987), opsamling.
- Louder Than Bombs (1987), opsamling.
- Strangeways, Here We Come (1987).
- Rank (1988), liveoptagelse.

## Singler (med hitliste-placering)
- "Hand in Glove", (1983 #124).
- "This Charming Man", (1983 #25).
- "What Difference Does It Make?", (1984 #12).
- "Heaven Knows I'm Miserable Now", (1984 #10).
- "William, It Was Really Nothing", (1984 #17).
- "How Soon Is Now?", (1985 #24).
- "Shakespeare's Sister", (1985 #26).
- "That Joke Isn't Funny Anymore", (1985 #49).
- "The Boy with the Thorn in His Side", (1985 #23).
- "Bigmouth Strikes Again", (1986 #26).
- "Panic", (1986 #11).
- "Ask", (1986 #14).
- "Shoplifters of the World Unite", (1987 #12).
- "Sheila Take a Bow", (1987 #10).
- "Girlfriend in a Coma", (1987 #13).
- "I Started Something I Couldn't Finish", (1987 #23).
- "Last Night I Dreamt That Somebody Loved Me", (1987 #30).
- "There Is a Light That Never Goes Out", (1992 #25).

### Genudgivelser
- "This Charming Man" (1992 genudgivelse [1983] #8).
- "How Soon Is Now?" (1992 genudgivelse [1984] #16).
- "Ask" (1995 genudgivelse [1986] #62).

## Filmografi
- The Smiths – The Complete Picture.
- The Smiths – Inside The Smiths.